# 悦来镇 (乐山市)
悦来镇，原为悦来乡，是中华人民共和国四川省乐山市市中区下辖的一个乡镇级行政单位。2019年12月，撤乡设镇。

## 行政区划
悦来镇下辖以下地区：
悦来场社区、犁头湾村、鱼窝村、石膏村、范石坎村、柏杨坳村、六支角村、荔枝湾村、龙门村和道华村。